# Creepoid
Creepoid son una banda estadounidense de rock alternativo formada en 2009  que conforma con Anna Troxell, Patrick Troxell, Sean Miller y Nick Kulp. En 2012, lanzó su primer álbum Horse Heaven que cuenta con melodías más definidos, voz-femeninos masculinos íntimos e instrumentales que estallan en las costuras. En 2014 publica su segundo álbum Creepoid y en 2015 da luz su nuevo llamado Cemetery Highrise Slum que lanzó el 19 de junio.

## Sonido e influencia
La banda será influenciado por Sonic Youth, Cloud Nothings, Swervedriver.

## Miembros
- Anna Troxell - vocalista, guitarrista (2010-presente)
- Sean Miller - guitarrista (2010-presente)
- Nick Kulp - bajista (2013-presente)
- Patrick Troxell - batería (2010-presente)

Miembros anteriores
- Pete Joe Urban - bajista (2010-2013)

Línea del tiempo

## Discografía
- 2012:  Horse Heaven
- 2014:  Creepoid
- 2015:  Cemetery Highrise Slum